# Stan Kenton Presents
| Recensione | Giudizio |
| ---------- | -------- |
| AllMusic   |          |

Stan Kenton Presents è un album discografico a nome Stan Kenton and His Orchestra, pubblicato dalla casa discografica Capitol Records nel 1951.
Nel 1955, l'album fu ripubblicato (Capitol Records, T-248) con due brani aggiunti.

## Tracce

### LP (L-248)
Lato A
1. Art Pepper – 5:18 (musica: Shorty Rogers) – Registrato il 18 maggio 1950 al Capitol Studios di Hollywood, California
2. Maynard Ferguson – 4:16 (musica: Shorty Rogers) – Registrato il 5 giugno 1950 al Capitol Studios di Hollywood, California
3. The Halls of Brass – 4:59 (musica: Bill Russo) – Registrato il 18 maggio 1950 al Capitol Studios di Hollywood, California

Lato B
1. June Christy – 4:05 (Stan Kenton) – Registrato il 21 agosto 1950 al Capitol Studios di Hollywood, California
2. The House of Strings – 4:16 (musica: Bob Graettinger) – Registrato il 24 agosto 1950 al Capitol Studios di Hollywood, California
3. Shelly Manne – 4:27 (musica: Stan Kenton) – Registrato il 5 giugno 1950 al Capitol Studios di Hollywood, California

## Tracce

### LP (T-248)
Lato A
1. Art Pepper – 5:18 (musica: Shorty Rogers)
2. Maynard Ferguson – 4:16 (musica: Shorty Rogers)
3. The Halls of Brass – 4:59 (musica: Bill Russo)
4. Evening in Pakistan – 3:43 (musica: Frank Marks) – Registrato il 4 febbraio 1950 al Capitol Studios di Hollywood, California

Lato B
1. June Christy – 4:05 (Stan Kenton)
2. The House of Strings – 4:16 (musica: Bob Graettinger)
3. Shelly Manne – 4:27 (musica: Stan Kenton)
4. Soliloquy – 4:32 (musica: Johnny Richards) – Registrato il 3 febbraio 1950 al Capitol Studios di Hollywood, California

## Musicisti
Art Pepper / Maynard Ferguson / Shelly Manne
- Stan Kenton – piano, arrangiamenti (brano: Shelly Manne)
- Buddy Childers – tromba
- Maynard Ferguson – tromba
- Shorty Rogers – tromba, arrangiamenti (brani: Art Pepper e Maynard Ferguson)
- Chico Alvarez – tromba
- Don Paladino – tromba
- Milt Bernhart – trombone
- Harry Betts – trombone
- Bob Fitzpatrick – trombone
- Bill Russo – trombone
- Clyde Brown – trombone basso
- John Graas – corno francese
- Lloyd Otto – corno francese
- Gene Englund – tuba
- Art Pepper – sassofono alto, clarinetto
- Bud Shank – sassofono alto, flauto
- Bob Cooper – sassofono tenore, oboe, corno inglese
- Bart Caldarell – sassofono tenore, fagotto
- Bob Gioga – sassofono baritono, clarinetto
- Jim Cathcart – violino
- Earl Cornwell – violino
- Anthony Doria – violino
- Lew Elias – violino
- Jim Holmes – violino
- George Kast – violino
- Alex Law – violino
- Herbert Offner – violino
- Carl Ottobrino – violino
- Dave Schackner – violino
- Stanley Harris – viola
- Leonard Selic – viola
- Sam Singer – viola
- Gregory Bemko – violoncello
- Zachary Bock – violoncello
- Jack Wolfe – violoncello
- Laurindo Almeida – chitarra
- Don Bagley – contrabbasso
- Shelly Manne – batteria, timpani
- Carlos Vidal – congas

The Halls of Brass
- Stan Kenton – conduttore orchestra
- Buddy Childers – tromba
- Maynard Ferguson – tromba
- Shorty Rogers – tromba
- Chico Alvarez – tromba
- Don Paladino – tromba
- Milt Bernhart – trombone
- Harry Betts – trombone
- Bob Fitzpatrick – trombone
- Bill Russo – trombone, arrangiamenti
- Clyde Brown – trombone basso
- John Graas – corno francese
- Lloyd Otto – corno francese
- John Cave – corno francese
- Sinclair Lott – corno francese
- Gene Englund – tuba
- Shelly Manne – batteria

June Christy
- Stan Kenton – piano, conduttore orchestra, arrangiamenti
- June Christy – voce
- Laurindo Almeida – chitarra
- Don Bagley – contrabbasso
- Shelly Manne – batteria
- Jack Costanzo – bongos

The House of Strings
- Stan Kenton – conduttore orchestra
- Bob Graettinger – arrangiamenti
- George Kast – concertmaster
- Jim Cathcart – violino
- Earl Cornwell – violino
- Anthony Doria – violino
- Lew Elias – violino
- Jim Holmes – violino
- Alex Law – violino
- Herbert Offner – violino
- Carl Ottobrino – violino
- Dave Schackner – violino
- Stanley Harris – viola
- Leonard Selic – viola
- Sam Singer – viola
- Gregory Bemko – violoncello
- Zachary Bock – violoncello
- May Jane Gillan – violoncello

Evening in Pakistan / Soliloquy
- Stan Kenton – piano, conduttore orchestra
- Franklyn Marks – arrangiamenti (brano: Evening in Pakistan)
- Johnny Richards – arrangiamenti (brano: Soliloquy)
- Buddy Childers – tromba
- Maynard Ferguson – tromba
- Shorty Rogers – tromba
- Chico Alvarez – tromba
- Don Paladino – tromba
- Milt Bernhart – trombone
- Harry Betts – trombone
- Bob Fitzpatrick – trombone
- Bill Russo – trombone
- Bart Varsalona  – trombone basso
- John Graas – corno francese
- Lloyd Otto – corno francese
- Gene Englund – tuba
- Art Pepper – sassofono alto, clarinetto
- Bud Shank – sassofono alto, flauto
- Bob Cooper – sassofono tenore, oboe, corno inglese
- Bart Caldarell – sassofono tenore, fagotto
- Bob Gioga – sassofono baritono, clarinetto
- Jim Cathcart – violino
- Earl Cornwell – violino
- Anthony Doria – violino
- Lew Elias – violino
- Jim Holmes – violino
- George Kast – violino
- Alex Law – violino
- Herbert Offner – violino
- Carl Ottobrino – violino
- Dave Schackner – violino
- Stanley Harris – viola
- Leonard Selic – viola
- Sam Singer – viola
- Gregory Bemko – violoncello
- Zachary Bock – violoncello
- Jack Wolfe – violoncello
- Laurindo Almeida – chitarra
- Don Bagley – contrabbasso
- Shelly Manne – batteria, timpani
- Carlos Vidal – congas[2]